# De vitioso pudore
De vitioso pudore è il titolo comunemente dato ad un saggio di Plutarco (Περὶ δυσωπίας) incluso nei suoi Moralia. 

## Struttura e analisi
Dysōpia non ha un equivalente esatto in italiano e indica l'imbarazzo che ci obbliga ad accogliere una richiesta ingiustificata. Nella Vita di Bruto è descritta come una "sconfitta per mano di chi è spudoratamente insistente". L'espressione, di significato non classico, fu condannata dagli atticisti
Plutarco identifica la disopia con l'eccesso di vergogna di cui parla Aristotele nell'Etica Nicomachea. Anche in Plutarco la disopia è una passione e uno degli estremi tra i quali si trova la disposizione desiderata, ma il mezzo non è mai chiamata virtù, né gli estremi sono chiamati vizi.
Come Aristotele e Platone, Plutarco tratta aidōs e aischynē virtualmente come sinonimi, implicando che la vergogna è la paura della cattiva reputazione; e la sua citazione di Catone è senza dubbio dovuta al desiderio di trovare un parallelo con le osservazioni di Aristotele sulle manifestazioni corporee della vergogna e della paura. Con le opinioni di Aristotele sulla vergogna e la giovinezza possiamo confrontare i riferimenti di Plutarco ai giovani.
Dopo una breve descrizione della disopia Plutarco passa ai due grandi temi del suo saggio: la prova che il disturbo è dannoso e le modalità della sua cura, che risiede in una sorta di formazione e nel fare determinate riflessioni. La formazione è presentata in 532B-C, le riflessioni (precedute da una discussione sull'uso del silenzio e di citazioni sull'insistenza a rispondere) sono presentate in 533D-F. Il saggio si conclude con un'esortazione a resistere all'esca della lode e alla minaccia di biasimo, e il suggerimento di un procedimento utile contro tutte le passioni: mantenere viva nella memoria la disgrazia e il danno subito dalla passione prima.